# اس‌ام یوبی-۲۷
اس‌ام یوبی-۲۷ (به انگلیسی: SM UB-27) یک زیردریایی بود. این زیردریایی در سال ۱۹۱۶ ساخته شد.